# جرج و تمی
جرج و تمی (انگلیسی: George & Tammy) مینی‌سریال تلویزیونی درام آمریکایی است که توسط اب سیلویا ساخته و به‌دست جان هیلکات کارگردانی شده‌است. جسیکا چستین و مایکل شنون در نقش موسیقی‌دانان کانتری، تمی وینت و جرج جونز حضور دارند و در آن روابط پرفراز و نشیب و حرفه‌های درهم تنیده آن‌ها را روایت می‌کنند.
جرج و تمی در ۴ دسامبر ۲۰۲۲ در پارامونت نتورک، شوتایم و سی‌ام‌تی به نمایش درآمد. این مجموعه مورد استقبال مثبت منتقدان قرار گرفت و عمدتاً برای نقش‌آفرینی چستین و شنون تحسین شد. چستین برای نقشش نامزد دریافت جایزهٔ گلدن گلوب بهترین بازیگر زن در مینی‌سریال شد.

## بازیگران و شخصیت‌ها
- جسیکا چستین در نقش تمی وینت
- مایکل شنون در نقش جورج جونز
- استیو زان در نقش جورج ریچی
- تیم بلیک نلسون در نقش روی آکوف
- کلی مک کورمک در نقش شیلا ریچی
- کتی میکسون در نقش جان اسمیت
- رابرت مورگان در نقش پاپی دیلی
- هندریکس یانسی در نقش گوئن، ۸ تا ۱۰ ساله
- والتون گاگینز در نقش ارل «پانوت» مونتگومری
- دیوید ویلسون بارنز در نقش بیلی شریل
- جان تیر در نقش هارولد بردلی
- جاشوا سی آلن در نقش لو بردلی
- کیت آرینگتون در نقش شارلین مونتگومری
- پت هیلی در نقش دان چپل
- بابی ایکز در نقش نان اسمیت
- ابی گلاور در نقش جورجت جونز
- ایان لیون در نقش پل ریچی
- جیجی ارنتا در نقش نانسی سپلوادو
- ویوی مایریک در نقش دونا چپل

## تولید

### توسعه
در فوریه ۲۰۱۶، جاش برولین اعلام کرد که او و چستین در فیلمی زندگی‌نامه‌ای نقش جرج جونز و تمی وینت را ایفا خواهند کرد. در سپتامبر ۲۰۲۰، اعلام شد که این فیلم در عوض یک سریال محدود خواهد بود که بر اساس کتاب سه نفر از ما: بزرگ شدن با تمی و جرج نوشته جورجت جونز ساخته خواهد شد، و برولین دیگر بازیگر نیست و در عوض به عنوان تهیه‌کنندهٔ اجرایی پروژه در آن نقش دارد. جان هیلکات کارگردانی هر شش قسمت این مجموعه را بر عهده داشت. شرکت تولیدی چستین، فریکل فیلمز، به عنوان تهیه‌کننده اجرایی آن است.

### انتخاب بازیگران
پس از اینکه سریال محدود اعلام شد، چستین قرار بود در نقش تمی وینت بازی کند. در دسامبر ۲۰۲۱، اعلام شد که مایکل شنون قرار است نقش جرج جونز و استیو زان نقش جرج ریچی را بازی کند. در ژانویه ۲۰۲۲، کلی مک‌کورمک و کیتی میکسون در نقش‌های مهمان به گروه بازیگران سریال پیوستند.

### فیلمبرداری
تصویربرداری اصلی در ۸ دسامبر ۲۰۲۱ در کارولینای شمالی آغاز شد.

### موسیقی
چستین و شنون آوازهای خود را برای نمایش ضبط کردند و آنها را به صورت زنده در صحنه نمایش اجرا کردند. چستین وقتی این تجربه را با کارش در نقش تامی فی بیکر در چشم‌های تامی فی مقایسه کرد، توضیح داد که ضبط ترانه‌های وینت را ترسناک‌تر از هر کاتالوگ بیکر می‌دانست. هر دو بازیگر ماه‌ها قبل از فیلم‌برداری با مربی آواز، ران براونینگ کار می‌کردند، و شنون گفت: «این ترانه‌ها، بسیار عمیق هستند و گرفتاری تاریکی در آن دارند، و ما زمان زیادی را با آنها سپری کردیم. علاوه بر یادگیری نحوه آواز خواندن آنها، فکر می‌کنم آنها همچنین به ما یاد دادند که این مردم و داستانی که ما می‌گفتیم چه کسانی بودند». ترانه‌ها توسط تی بون برنت و ریچل مور تهیه شده‌اند.

## بازخورد
وب‌سایت جمع‌آوری نقد راتن تومیتوز بر اساس نظر ۲۳ منتقد، امتیاز ۸۳٪ با میانگین نمرهٔ ۶٫۹/۱۰ را به این مجموعه داده‌است. اجماع منتقدان این وب‌سایت می‌گوید: «جرج و تمی ممکن است قدرت ماندگاری ترانه‌های کلاسیک ضبط‌شده به‌وسیلهٔ سوژه‌هایش را نداشته باشد، اما این زندگی‌نامه‌ای از یک جفت نقش اصلی به‌خوبی جفت و جور و بسیار متعهد بهره می‌برد.» در متاکریتیک، این مجموعه بر اساس نظر ۲۳ منتقد، امتیاز ۷۱ را به خود اختصاص داده‌است که نشان‌دهنده «بازبینی‌های عموماً مطلوب» است.

### افتخارات
جسیکا چستین در هشتادمین مراسم گلدن گلوب نامزد دریافت جایزۀ گلدن گلوب بهترین بازیگر زن – مجموعه تلویزیونی کوتاه یا فیلم تلویزیونی شد.